# Ornipholidotos emarginata
Ornipholidotos emarginata är en fjärilsart som beskrevs av Hawker-smith 1933. Ornipholidotos emarginata ingår i släktet Ornipholidotos och familjen juvelvingar. Inga underarter finns listade i Catalogue of Life.